# Face aux ténèbres
Face aux ténèbres : chronique d'une folie (Darkness Visible) est le récit autobiographique que fait l'auteur américain William Styron de sa dépression nerveuse. Sa première parution eut lieu dans le magazine Vanity Fair en 1989.

## Historique et publication

### Écriture et première publication
William Styron décrit dans ce livre la dépression qu'il a subie en 1985.

### Traductions et publications à l'étranger
En France, cet ouvrage est paru pour la première fois en 1990 dans la collection Du monde entier, éditions Gallimard, avec une traduction de Maurice Rambaud. Il a ensuite eu une édition en livre de poche dans la collection Folio, éditions Gallimard, en 1993. Il a connu une édition dans la collection Folio bilingue en 2000, avec la traduction de Maurice Rambaud, révisée par Yann Yvinec, qui a également rédigé une préface et des notes.